# This Is Us (2.ª temporada)
A segunda temporada de This Is Us foi anunciada pela NBC em 18 de janeiro de 2017. Dan Fogelman continua como showrunner e produtor executivo. A segunda temporada estreou em 26 de setembro de 2017.

## Elenco e personagens

### Principal
- Milo Ventimiglia como Jack Pearson[2]
- Mandy Moore como Rebecca Pearson[2]
- Sterling K. Brown como Randall Pearson[2]
  - Niles Fitch como Randall Pearson (adolescente)[3]
  - Lonnie Chavis como Randall Pearson (criança)[3]
- Chrissy Metz como Kate Pearson[2]
  - Hannah Zeile como Kate Pearson (adolescente)[3]
  - Mackenzie Hancsicsak como Kate Pearson (criança)[3]
- Justin Hartley como Kevin Pearson[2]
  - Logan Shroyer como Kevin Pearson (adolescente)[3]
  - Parker Bates como Kevin Pearson (criança)[3]
- Susan Kelechi Watson como Beth Pearson[2]
- Chris Sullivan como Toby Damon[2]
- Ron Cephas Jones como William H. "Shakespeare" Hill[2][4]
- Jon Huertas como Miguel Rivas[2]
- Alexandra Breckenridge como Sophie[2]
- Eris Baker como Tess Pearson[3]
- Faithe Herman como Annie Pearson[3]

### Recorrente
- Jermel Nakia como William H. "Shakespeare" Hill (jovem adulto)[5][4]
- Ron Howard como ele mesmo
- Lyric Ross como Deja[6]
- Debra Jo Rupp como Linda[7]
- Caitlin Thompson como Madison[8]
- Joy Brunson como Shauna[9]

### Convidado
- Sylvester Stallone como ele mesmo[10]
- Peter Onorati como Stanley Pearson
- Sam Anderson como Walter Crowder[5]
- Delroy Lindo como Ernest Bradley[5]
- Kate Burton como Barbara[11]
- Garrett Morris como Lloyd[12]
- Iantha Richardson como Tess Pearson (adulta)[13]
- Gerald McRaney como Dr. Nathan Katowski[14]
- Susan Blakely como Anne[14]
- Pam Grier como G. G.[15]
- Dan Lauria como Sr. Damon[7][16]
- Wendie Malick como Mary Damon[16]
- Melanie Liburd como Zoe Baker[17]

## Episódios
| N.º na série | N.º na temp. | Título                                                               | Dirigido por               | Escrito por                              | Exibição original       | Audiência (milhões) |
| --- | ------------ | -------------------------------------------------------------------- | -------------------------- | ---------------------------------------- | ----------------------- | ------------------- |
| 19 | 1            | "A Father's Advice" "(Um Conselho de Pai)"                           | Ken Olin                   | Dan Fogelman                             | 26 de setembro de 2017  | 12,94               |
| No aniversário de 37 anos do Grande Trio, Randall está determinado a adotar um bebê, mas é convencido por Beth de que também pode honrar o legado de William adotando uma criança mais velha. Kate tenta uma audição como cantora; primeiro, ela desiste da audição porque vê apenas mulheres magras no local, mas decide voltar e superar isso. Ela é rejeitada, não por causa de seu peso, mas sim, por sua inexperiência. Kevin e Toby discutem sobre o quão perto Kevin está de Kate; Toby diz que ele deveria ser o único com quem Kate devia se abrir; Kevin admite que foi ela quem lhe contou sobre a morte de seu pai. No passado, Rebecca leva o Grande Trio ao cinema, depois da discussão entre ela e Jack. Mais tarde, Rebecca insiste para Jack voltar para casa. Jack admite que seu alcoolismo está fora de controle. É mostrado um incêndio em sua casa, enquanto Rebecca está chorando em seu carro, com os pertences de Jack em uma bolsa ao seu lado. |              |                                                                      |                            |                                          |                         |                     |
| 20 | 2            | "A Manny-Splendored Thing" "(Uma Coisa Muito Brilhante)"             | John Fortenberry           | Dan Fogelman & Bekah Brunstetter         | 3 de outubro de 2017    | 11,06               |
| Kevin é convidado para voltar para o episódio 100 do "Babá". Os produtores tentam constrangê-lo por causa do modo como ele deixou o programa, mas Sophie o ajuda a fazer isso mesmo assim. Randall, Beth, suas filhas, Rebecca e Miguel viajam de Nova York para ver o episódio ao vivo. Randall se preocupa em adotar uma criança mais velha, que poderia ter grandes problemas. Durante a gravação, Kate recebe uma ligação sobre sua primeira apresentação; no entanto, ela não quer que sua mãe critique seu desempenho, então, Kate pede para Rebecca e Toby não a seguirem, mas eles a seguem mesmo assim. Mais tarde, Kate enfrenta Rebecca em relação ao modo como ela sempre a tratou. Rebecca busca o apoio de Toby, mas seu claro apoio a Kate acaba ganhando a aprovação de Rebecca. Após a gravação do episódio, Beth descobre através de Kevin que Randall só arriscou fracassar na vida uma única vez, quando a chamou para sair. Beth assegura a Randall que eles podem seguir com o plano. Em flashbacks, Kate critica Rebecca depois que ela leva Jack de volta para casa. Então, Jack confessa que ele e seu pai tiveram problemas de alcoolismo. Jack costuma lidar com este problema lutando boxe, mas ele finalmente deixa Rebecca levá-lo a uma reunião dos Alcoólicos Anônimos. |              |                                                                      |                            |                                          |                         |                     |
| 21 | 3            | "Déjà Vu" "(Déjà Vu)"                                                | John Requa & Glenn Ficarra | Isaac Aptaker & Elizabeth Berger         | 10 de outubro de 2017   | 11,02               |
| No set de filmagens do filme de Kevin, Kate fica entusiasmada com o fato de que Sylvester Stallone é sua co-estrela. Ela cria laços com ele e os dois conversam sobre o que seus filmes significavam para o pai dela. Depois de conversar com Stallone, as lembranças de Kevin em relação a seu pai tomam conta de sua mente, o que afeta seu desempenho na cena a ser filmada. Randall descobre que uma jovem garota, Deja, está sendo levada para sua casa. Mais tarde, quando Deja grita com Beth por "roubar" os cigarros de sua mãe, Randall defende sua esposa, fazendo com que Deja se encolha para se defender de uma aparente agressão. Randall conversa com Deja sobre a alegria que ele encontrou em ter Jack e Rebecca, assim como William. Em outros lugares, Kevin toma medicamentos para dor por causa de uma antiga lesão na perna, após ferir seu joelho em uma cena de explosão. Em flashbacks, Jack se esforça para se reabilitar de seu alcoolismo. Enquanto isso, Randall, ao tentar encontrar seus pais biológicos através de um anúncio, é confortado por Kate e Kevin quando uma mulher afirma ser sua mãe biológica apenas pelo dinheiro de sua família. |              |                                                                      |                            |                                          |                         |                     |
| 22 | 4            | "Still There" "(Ainda Lá)"                                           | Ken Olin                   | Vera Herbert                             | 17 de outubro de 2017   | 10,65               |
| Randall leva Deja e suas filhas ao boliche, o que não vai como esperado. Beth se oferece para ajudar Deja a cuidar de seu cabelo, e as duas criam laços. Randall admite para Deja que já teve problemas com crises nervosas e decidiu começar a correr para lidar com sua ansiedade; ele a convida para correr com ele. Kevin passa por uma cirurgia em seu joelho ferido e continua tomando excessivamente seus medicamentos para dor. Kate visita uma ginecologista para um ultrassom, revelando que ela está grávida. Em flashbacks, Kate e Kevin contraem catapora, e seu médico pede para Randall dar seu melhor para pegar também, para que assim ele não pegue na fase adulta. A mãe de Rebecca aparece para ficar em sua casa por um tempo, mas sua atitude dominante e o fato de que ela tratar Randall diferentemente de Kate e Kevin faz com que Rebecca a confronte em relação a tudo isso e a chame de racista, o que Randall acaba ouvindo. A mãe de Rebecca se sente mal e conversa com Randall, reconhecendo pela primeira vez o quão especial ele é. |              |                                                                      |                            |                                          |                         |                     |
| 23 | 5            | "Brothers" "(Irmãos)"                                                | John Requa & Glenn Ficarra | Tyler Bensinger                          | 24 de outubro de 2017   | 10,60               |
| Toby fica entusiasmado com a notícia da gravidez de Kate. Kevin, que está definido para ser apresentado por Sophie em um grande evento de caridade que ela organizou, fica bêbado ao tentar conseguir uma prescrição de medicação para dor; ele perde a apresentação, causando intriga entre ele e Sophie. No passado, Jack leva Kevin e Randall, com 10 anos de idade, para acampar. Enquanto isso, Rebecca descobre que o pai de Jack está morrendo. Ela liga para Jack e os meninos; no entanto, por causa dos problemas que teve com seu pai, e por causa de seus esforços para fazer com que Kevin se dê bem com Randall, Jack diz que não irá retornar. Rebecca diz para o pai de Jack que ele é um excelente pai e marido. Kevin encontra um bloco de notas no qual Randall escreveu lembretes para si mesmo do que não fazer para manter a paz entre os dois, o que o motiva a ser gentil com Randall. Mais tarde, Jack olha uma foto dele e de seu irmão no exército. Em flashbacks da infância de Jack, ele e seu irmão nunca visto anteriormente aguardam seu pai voltar para o carro, enquanto ele se embriaga em um bar. |              |                                                                      |                            |                                          |                         |                     |
| 24 | 6            | "The 20's" "(Os Vinte e Poucos)"                                     | Regina King                | Don Roos                                 | 31 de outubro de 2017   | 8,43                |
| Em flashbacks, com o Grande Trio estando com 10 anos de idade, Rebecca leva Randall para pedir doces no Halloween, enquanto Jack leva Kate e Kevin para uma casa assombrada. Randall descobre sobre a morte de Kyle através de seus vizinhos; então, Rebecca conta para ele os fatos de sua adoção. Em outros flashbacks, com o Grande Trio estando com seus vinte e poucos anos, Kate descobre que está envolvida com um homem casado. Kevin, desesperado para conseguir um emprego como ator, tenta roubar um papel de seu companheiro de quarto e melhor amigo. Enquanto isso, Randall e Beth se preparam para a chegada da primeira filha do casal. Beth inesperadamente entra em trabalho de parto após concordar em ajudar Rebecca a criar uma conta no Facebook. Sem tempo para ir para o hospital, Randall ajuda Beth a fazer um parto em casa. Kate e Kevin se preocupam com suas vidas sobrecarregadas e decidem ir morar juntos. Quando Rebecca publica uma foto de sua neta no Facebook, ela recebe uma mensagem de Miguel, perguntando como ela passou os últimos 8 anos desde o falecimento de Jack. |              |                                                                      |                            |                                          |                         |                     |
| 25 | 7            | "The Most Disappointed Man" "(O Homem Mais Desapontado)"             | Chris Koch                 | Kay Oyegun                               | 7 de novembro de 2017   | 9,89                |
| Jack e Rebecca se preparam para finalizar a adoção de Randall depois de cuidar dele por um ano. O trabalhador do caso dá uma recomendação brilhante, mas seu juiz não suporta a adoção interracial. A carta pungente de Rebecca sobre ser a mãe de Randall apesar de sua recusa faz com que o juiz se recuse; O novo juiz concede a adoção. Ao mesmo tempo, William se declarou culpado de uma droga. Embora o juiz esteja desapontado porque William tem um registro de outra forma limpo, William afirma estar mais desapontado e relata a perda de sua mãe, seu parceiro e seu filho. O juiz visita William na prisão, oferecendo-se para reduzir a sentença e ajudá-lo, se ele mantém sua sobriedade. William mantém sua promessa ao juiz por pelo menos 30 anos até ouvir seu câncer é terminal. Quando ele está prestes a disparar, Randall se apresenta como o filho biológico de William. No momento, Randall leva Deja para visitar sua mãe Shauna na prisão, mas Shauna declina a visita. Randall mais tarde fala com Shauna, que pretende levar Deja de volta após o lançamento. Ele deixa Shauna chamar Deja coletar. O relacionamento de Kevin com Sophie se deteriora enquanto ele continua abusando de medicação para dor e álcool. Kate e Toby anunciam sua gravidez a Kevin e tentam se casar na prefeitura, mas depois consideram realizar um grande casamento.                                                                |              |                                                                      |                            |                                          |                         |                     |
| 26 | 8            | "Number One" "(Número Um)"                                           | Ken Olin                   | K.J. Steinberg                           | 14 de novembro de 2017  | 10,05               |
| A adição de Kevin à medicação para a dor e ao álcool está desgastando-o. Ele freqüenta a Cerimônia de Honra de Alumni em sua antiga escola secundária, recebe o Distinguished Alum Award, mas diz que não merece. Ele finge jogar futebol no campo, fazendo comentários sobre suas oportunidades arruinadas. Charlotte, uma aluna, o convida para a casa dela; quando ela não está olhando, ele busca sua casa para tomar medicação, e encontra e rouba uma receita médica. Ele vai a uma farmácia com uma prescrição falsa, vê agentes da polícia, percebe seu pendente faltando e sai. Em flashbacks, Randall inicia um aplicativo Harvard. Kevin e sua família se encontram com um treinador de recrutamento de futebol da faculdade, mas Jack mais tarde está zangado com Kevin por sua conduta na entrevista; Jack depois se desculpa. As aspirações de futebol de Kevin terminam quando seu joelho está ferido durante um jogo. Jack conforta Kevin e dá-lhe o pendente que ele recebeu no Vietnã para proteção. No presente, Kevin vai para a casa de Charlotte para encontrar o pingente, mas não o deixa entrar. Kevin está desesperado, precisando de ajuda; ele vai para a casa de Randall para dizer-lhe algo, mas Randall assume que é sobre Kate perder o bebê dela. |              |                                                                      |                            |                                          |                         |                     |
| 27 | 9            | "Number Two" "(Número Dois)"                                         | Ken Olin                   | K.J. Steinberg & Shukree Hassan Tilghman | 21 de novembro de 2017  | 9,34                |
| Kate abortava e ela e Toby lutavam em seu relacionamento depois. Kate tenta manter seu show cantando, mas então tem que sair cedo. Ela então vai para um restaurante buffet, mas não come a comida que ela empilhou em seu prato. Rebecca consome Kate, relacionando suas lutas depois que o bebê Kyle nasceu. Toby finalmente aparece para Kate. Em flashbacks, Randall se prepara para uma visita à faculdade, Kate quer participar de uma faculdade de música, e Kate e Rebecca estão no jogo de futebol de Kevin, estão distraídas e depois percebem a lesão de Kevin. |              |                                                                      |                            |                                          |                         |                     |
| 28 | 10           | "Number Three" "(Número Três)"                                       | Ken Olin                   | Shukree Hassan Tilghman                  | 28 de novembro de 2017  | 10,94               |
| Enquanto Deja se prepara para uma apresentação escolar, sua mãe, Shauna, aparece na casa de Randall: as acusações foram descartadas e ela quer levar Deja para casa, mas Deja diz que eles devem seguir o assistente social primeiro. Randall se opõe a Shauna levando Deja para casa, e planeja lutar contra ele, mas ele eventualmente se apaixona. Randall e Beth vêem a apresentação de Deja. Em flashbacks, Jack leva Teenall Randall para Howard University em DC; Jack faz a visita oficial enquanto Randall sai com amigos de um amigo. Então, Jack mostra para Randall o Memorial dos Veteranos do Vietnã, e fala sobre quando ele foi redigido e como a guerra o afetou. Nos tempos mais recentes, William diz ao adulto Randall sobre as duas vezes que viu a mãe de Randall, como ele tomou um táxi para seguir a casa de Rebecca, mas decidiu não ver Randall. No presente, Randall descobre sobre o aborto de Kate, e Kate decide tentar outro bebê em um outro momento. Randall e Beth planejam tentar adotar uma criança novamente depois de um tempo. Kevin aparece na casa de Randall, e Randall vê Kevin bebendo vodka logo cedo pela manhã. Mais tarde, Kevin dirige rapidamente pela estrada, sem perceber que Tess se escondeu no banco de trás. Kevin é pego e preso por dirigir bêbado, enquanto Randall e Beth se irritam com Kevin por colocar Tess em perigo.                                                         |              |                                                                      |                            |                                          |                         |                     |
| 29 | 11           | "The Fifth Wheel" "(A Quinta Roda)"                                  | Chris Koch                 | Vera Herbert                             | 9 de janeiro de 2018    | 9,65                |
| A família é convidada para uma sessão com Kevin em sua reabilitação ordenada pelo tribunal. Antes de irem, Toby encontra restos de comida não-saudável no lixo. Na reabilitação, Barbara, a facilitadora, quer apenas a família imediata na primeira sessão de Kevin. Durante a sessão, Kevin pede desculpas para Kate, Randall e Rebecca; no entanto, Barbara pede para ele falar sobre os problemas da família. Kevin diz que eles são uma família de viciados, e afirma que Kate tinha o apoio de Jack, enquanto Randall tinha o apoio de Rebecca, o que sempre fez com que Kevin se sentisse excluído. Enquanto isso, Toby, Beth e Miguel vão à um bar e conversam sobre o quanto são "jogados para escanteio". Após a sessão, o Grande Trio conversa e faz as pazes; Rebecca conversa com Kevin em seu quarto sobre porque nunca se preocupou com ele. Kate admite para Toby que esteve escondendo comida não-saudável desde que perdeu seu bebê. Em flashbacks, com o Grande Trio estando com 10 anos, Jack leva a família para uma férias em uma cabana. Os óculos novo de Randall desaparece. Rebecca fica preocupada com o fato de que Kate sempre fala de comida; Jack tenta fazê-la se exercitar; no entanto, mais tarde, ele a leva para tomar sorvete. Durante a noite, Kate e Randall dormem na cama dos pais; Kevin encontra o óculos de Randall, dorme no chão e Rebecca se junta a ele.                                         |              |                                                                      |                            |                                          |                         |                     |
| 30 | 12           | "Clooney" "(Clooney)"                                                | Zetna Fuentes              | Bekah Brunstetter                        | 16 de janeiro de 2018   | 9,82                |
| O gato disperso de William, "Clooney", vaga pela rua. Após a reabilitação, Kevin fica na casa de Rebecca—a quem Miguel está protegendo desde que Kevin a magoou ao ser preso e ao criticá-la na reabilitação. Mais tarde, Miguel conta para Kevin que Jack e Rebecca eram um casal único, não indivíduos separados; assim, ele não gostava de Rebecca quando Jack ainda estava vivo, mas agora gosta. Kate faz amizade com Madison, do grupo de apoio; elas fazem compras de vestidos de casamento, onde Kate descobre a bulimia de Madison; mais tarde, Madison fica fraca e pede ajuda para Kate. Kate diz que perder peso na adolescência não a deixou feliz. Randall visita Beth no trabalho; ela diz que trabalhar novamente o ajudaria. Randall pega a caixa de William da despensa, procura por uma mulher a quem William escreveu e desenhou, e descobre através de uma foto que a mulher era Billie Holiday. Randall diz para Beth que quer comprar e administrar o prédio degradado com ela. Em flashbacks, com o Grande Trio estando na fase adolescente, Jack e Rebecca os leva para fazer compras de roupas para o inverno formal e para o trabalho de Jack. Embora as crianças estejam quase entrando na faculdade, Jack quer novamente começar o "Casas Grande Trio" (que colocou de lado para sustentar sua família). Randall chama uma garota ruiva para um encontro. Eles esquecem de comprar a bateria do detector de fumaça. |              |                                                                      |                            |                                          |                         |                     |
| 31 | 13           | "That'll Be the Day" "(That'll Be the Day)"                          | Uta Briesewitz             | Kay Oyegun & Don Roos                    | 23 de janeiro de 2018   | 9,37                |
| Um casal de idosos, por volta de 1980, examina suas coisas velhas abandonadas em sua despensa, incluindo um jukebox que toca a música "That'll Be the Day". Quando a casa deles recebe um comprador, o homem dá uma panela elétrica velha para seu vizinho, Jack. No presente, Randall e Beth compram o antigo prédio de William. Kevin ajuda Randall a fazer os reparos; eles logo se vêem sobrecarregados—e encontram insetos, então o prédio é evacuado quando um exterminador é chamado. Quando Toby procura um cachorro na internet, Kate—com sentimentos mistos—adota um cachorro. Kevin tenta se desculpar com Sophie, recebe pelo correio o pingente que perdeu—e sabe que não pode se desculpar com seu pai. Em flashbacks, Jack e Rebecca assistem ao Super Bowl sozinhos, enquanto o Grande Trio, na fase adolescente, está de outras formas ocupado—Kevin está com Sophie, Randall está em um encontro, e Kate está fazendo uma fita de audição (que Jack grava, o que ela inicialmente desaprova). O botão com defeito da panela elétrica velha causa um incêndio na casa. |              |                                                                      |                            |                                          |                         |                     |
| 32 | 14           | "Super Bowl Sunday" "(Domingo de Super Bowl)"                        | John Requa & Glenn Ficarra | Dan Fogelman                             | 4 de fevereiro de 2018  | 26,97               |
| Em 1998, Jack evacua sua família da casa em chamas; ele entra na casa novamente, salvando o cachorro de Kate e as recordações da família. Jack, hospitalizado por inalação de fumaça, sofre uma parada cardíaca fatal. No presente, no aniversário de 20 anos da morte de Jack, o aparelho de vídeo-cassete de Kate danifica a fita que Jack gravou dela e salvou do incêndio, ao que ela assiste como uma forma de luto, se culpando. Toby faz com que a fita seja consertada e digitalizada. Kate diz para Toby que ele a fortalece e que Jack o amaria. Kevin visita a árvore memorial de Jack; ele admite não viver o legado de Jack, mas quer deixá-lo orgulhoso. Rebecca faz a lasanha favorita de Jack e cria um vínculo com Kevin. Randall dá uma festa de Super Bowl para homenagear Jack, mas fica excessivamente emocional quando o novo lagarto da família morre. Tess admite que tentou evitar que as assistentes sociais ligassem; ela acredita que as recentes mudanças significam que Randall quer uma "vida nova". Ele a tranquiliza, dizendo que sempre será leal a ela. Ela fica feliz com a participação da família no processo de adoção. Deja chega inesperadamente; Randall e Beth a confortam. O menino visto anteriormente é apresentado a um casal; a assistente social é Tess, adulta, com quem Randall, agora mais velho, se encontra para jantar.                                                                   |              |                                                                      |                            |                                          |                         |                     |
| 33 | 15           | "The Car" "(O Carro)"                                                | Ken Olin                   | Isaac Aptaker & Elizabeth Berger         | 6 de fevereiro de 2018  | 10,13               |
| Jack compra um Wagoneer caro porque seus filhos adoram. Os Pearsons, indo ver "Weird Al" Yankovic, atravessam lentamente uma ponte que Rebecca teme. Jack dirige Rebecca, aguardando resultados de ressonância magnética, para sua "árvore favorita" (com o telefone mais próximo), Rebecca está bem, como Jack antecipou. Jack prevê que ele vai morrer primeiro, ele pede para estar não ser enterrado. Os irmãos brigam durante a lição de condução de Randall, Jack os expulsa a ficarem perto como ele e seu irmão, que morreu no Vietnã. Jack conduz a juízo Kate para a sessão de autógrafos de Alanis Morissette, eles comparam Morrissette com Bruce Springsteen. Rebecca leva os adolescentes ao funeral de Jack, perseguindo a urna porque ela não estava no quarto de Jack quando ele morreu. O Dr. K—casado com Anne—atemdem-na, ele diz que Rebecca Jack frequentemente procurou seu conselho e ela sempre foi forte. Kate decide entregar seu cachorro; Rebecca afirma que a morte de Jack não é por causa de Kate, Jack confessou suas próprias decisões. Os irmãos se preocupam com os deveres masculinos; Rebecca diz-lhes que permaneçam adolescentes, eles façam as pazes. Os Pearsons dispersam as cinzas de Jack na árvore, Kate mantém alguns. Jack comprou os ingressos de Springsteen para aquela distância Rebecca dirige a família para o show, atravessando a ponte.                                                 |              |                                                                      |                            |                                          |                         |                     |
| 34 | 16           | "Vegas, Baby" "(Vegas, Querido)"                                     | Joanna Kerns               | Laura Kenar                              | 27 de fevereiro de 2018 | 9,74                |
| Jack e Rebecca comemoram seus aniversários de casamento — ela, com pequenos presentes atenciosos; ele, com grandes gestos românticos. As crianças, de 10 anos, planejam uma comemoração romântica de aniversário, incluindo uma tentativa de jantar e culminando na observação de uma chuva de meteoros. Rebecca decide que eles devem sempre comemorar seu aniversário. No presente, Toby e Kate realizam suas festas de despedida de solteiro em Las Vegas. Kevin, Randall, Beth e outros participam; Toby não tem amigos próximos do sexo masculino e Kate e Beth não são próximas. Kevin mantém sua sobriedade, apesar de lutar ao saber que suas cenas de filmes podem ter sido cortadas. Semanas depois de fornecer dinheiro a Deja para a conta de serviços públicos de Shauna, Randall se preocupa com Deja; Beth quer seguir em frente, resultando em discussão entre eles. Kate tenta mediar, revelando que sente que Beth a substituiu na vida de Randall; Kate explica que ela era mais próxima de Randall durante parte de sua juventude. Beth admite que seu amor por Deja dói em sua ausência. Toby apoia Kevin e Randall, dizendo que seu próprio irmão nunca desejou um relacionamento próximo. Ron Howard diz a Kevin que seu grande trabalho ainda está no filme. Ao voltar para casa, Beth decide que ela e Randall devem visitar Deja; eles encontram ela e Shauna morando em um carro.                                     |              |                                                                      |                            |                                          |                         |                     |
| 35 | 17           | "This Big, Amazing, Beautiful Life" "(Uma Vida Linda e Maravilhosa)" | Rebecca Asher              | Kay Oyegun                               | 6 de março de 2018      | 8,90                |
| Flashbacks mostram as experiências de outros personagens paralelos às de Deja. Shauna, de 16 anos, dá à luz Deja; A avó de Shauna, G.G. insiste que Shauna assuma sua responsabilidade. Três anos depois, G. G. apoia financeiramente Shauna. G.G. morre, levando Shauna a depender de Deja. A adolescente Deja se machuca ao cozinhar o jantar de aniversário de Shauna; Deja é removida de casa. O estresse leva Shauna ao uso de drogas e Deja permanece no sistema de adoção. Deja e sua irmã adotiva Raven, depois de furtar uma loja, são removidas da casa de um pai adotivo fisicamente abusivo; Raven está disposta a suportar o abuso se isso significar estabilidade. Deja retorna a Shauna; O namorado de Shauna, Lonzo, traz uma arma para dentro de casa e a alopecia de Deja começa em meio à briga dos adultos. A arma é encontrada no carro de Shauna; Deja vive com os Pearson, retornando a Shauna depois que as acusações são retiradas. Shauna termina com Lonzo, mas gasta as economias dela e de Deja para tirá-lo da prisão; Deja tenta arrecadar dinheiro, mas decide não penhorar o broche de G.G., resultando em Shauna e Deja sendo despejadas por aluguel não pago. Randall e Beth acolhem Shauna e Deja. Deja conclui que a experiência humana é universal. Shauna acredita que privou Deja de uma infância e decide deixar Deja com os Pearsons.                                                                  |              |                                                                      |                            |                                          |                         |                     |
| 36 | 18           | "The Wedding" "(O Casamento)"                                        | Ken Olin                   | Isaac Aptaker & Elizabeth Berger         | 13 de março de 2018     | 10,94               |
| À medida que o casamento de Kate se aproxima, seu sonho recorrente de Jack e Rebecca renovando seus votos no 40º aniversário de casamento não inclui Toby. Depois de procurar sem sucesso "algo antigo" conectado a Jack, Kate abre espaço em seu coração para Toby, resolvendo sua dor por Jack; ela espalha o restante das cinzas de Jack perto da cabana dos Pearson. Kate diz a Rebecca que a admira. Os pais divorciados de Toby desaprovam o casamento, temendo uma recaída da depressão que Toby sofreu após seu primeiro casamento; Toby exige que eles celebrem o casamento ou vão embora, então eles ficam para comemorar. Kate e Toby se casam; Jack uma vez disse a Kate que um dia ela se casaria com um homem melhor do que ele. Kevin se permite sofrer por Jack. Deja fica mal-humorada após Shauna abrir mão de seus direito como mãe; A prima de Beth, Zoe, a fotógrafa do casamento, consola Deja compartilhando como ela aceitou o amor da família de Beth depois que sua própria mãe a abandonou. No entanto, depois que a mãe de Toby diz que Deja se parece com Randall, Deja vandaliza o carro de Randall. No futuro, Kevin (contemplando a foto de Jack e Nicky na Guerra do Vietnã) e Zoe voam para o Vietnã juntos enquanto Kate cuida de um Toby deprimido. Mais adiante, Randall e uma Tess adulta se sentem despreparados para ver uma mulher sem nome.                                                            |              |                                                                      |                            |                                          |                         |                     |

## Produção

### Desenvolvimento
Em 18 de janeiro de 2017, a NBC renovou a série para uma segunda e terceira temporada com 18 episódios cada uma, dando um total de 36 episódios adicionais para a série.

### Escolha de elenco
Os membros do elenco principal, Milo Ventimiglia, Mandy Moore, Sterling K. Brown, Chrissy Metz, Justin Hartley, Susan Kelechi Watson, Chris Sullivan e Ron Cephas Jones voltaram após a primeira temporada como Jack Pearson, Rebecca Pearson, Randall Pearson, Kate Pearson, Kevin Pearson, Beth Pearson, Toby Damon e William H. Hill, respectivamente. Jon Huertas e Alexandra Breckenridge, que interpretaram Miguel e Sophie, respectivamente, como personagens recorrentes durante a primeira temporada, foram promovidos para o elenco principal na segunda temporada. Também promovidos ao elenco principal são os jovens atores Hannah Zeile, que interpretou Kate (adolescente), Niles Fitch, que interpretou Randall (adolescente), Logan Shroyer, que interpretou Kevin (adolescente), Mackenzie Hancsicsak, que interpretou Kate (criança), Parker Bates, que interpretou Kevin (criança), Faithe Herman, que interpretou Annie Pearson, e Eris Baker, que interpretou Tess Pearson, enquanto Lonnie Chavis começou a temporada continuando como Randall (criança) em um papel recorrente, mas foi promovido para o elenco principal.
Em agosto de 2017, Sylvester Stallone foi anunciado em um papel convidado.

### Filmagens
A série recebeu mais de 9,9 milhões de dólares em incentivos fiscais da California Film Commission em sua segunda temporada. A produção da temporada começou em 11 de julho de 2017, em Los Angeles, nos Estados Unidos.